# Juliszew
Juliszew (prononciation : [juˈliʂɛf]) est un village polonais de la Słubice dans le powiat de Płock de la voïvodie de Mazovie dans le centre-est de la Pologne.
Il se situe à environ 7 kilomètres au nord-ouest de Słubice (siège de la gmina), 20 kilomètres au sud-est de Płock (siège du powiat) et à 80 kilomètres à l'ouest de Varsovie (capitale de la Pologne).

## Histoire
De 1975 à 1998, le village appartenait administrativement à la voïvodie de Płock.